# Klaus Baumann (Theologe)
Klaus Baumann (* 1963 in Oberkirch, Ortenaukreis) ist ein deutscher römisch-katholischer Priester, Psychotherapeut und Professor an der Albert-Ludwigs-Universität Freiburg.

## Leben
Nach dem Abitur 1983 in Oberkirch studierte Baumann Katholische Theologie in Freiburg und an der Gregoriana in Rom. 1988 empfing er die Diakonenweihe und im folgenden Jahr die Priesterweihe für das Erzbistum Freiburg in Rom. Im Anschluss daran studierte er Psychologie und Psychotherapie und schloss dies 1992 mit einem Lizenziat der Gregoriana ab. Ein Jahr darauf wurde ihm das Lizenziat in Moraltheologie an der Gregoriana verliehen.
1996 wurde Baumann bei Klaus Demmer mit der Arbeit Das Unbewußte in der Freiheit. Ethische Handlungstheorie im interdisziplinären Gespräch zum Dr. theol. promoviert. In der Folgezeit war er in der Pfarrseelsorge und als Psychologischer Psychotherapeut (Approbation 1999) in einer psychotherapeutischen Praxis tätig.
Im Sommersemester 2002 hatte er einen Lehrauftrag für Pastoraltheologie in Erfurt und wurde gleichzeitig auf den Lehrstuhl für Angewandte Humanwissenschaften an der Theologischen Fakultät Paderborn berufen. Als Nachfolger Heinrich Pompeys hat er seit 2004 die Stelle des Direktors des Arbeitsbereichs Caritaswissenschaft und Christliche Sozialarbeit am Institut für Praktische Theologie der Universität Freiburg inne. 2010 bis 2014 war er außerdem Dekan der Theologischen Fakultät in Freiburg.